# Yngve Östborn
Yngve Östborn, född 15 juni 1919 i Österslövs församling, Kristianstads län, död 29 juni 2000 i Björnlunda, var en svensk arkitekt. 
Efter studentexamen i Hässleholm 1938 och arkitektexamen vid Chalmers tekniska högskola 1946 anställdes Östborn samma år vid Landsbygdens Byggnadsförening i Lund, blev stadsarkitekt i Ljungby stad 1948, i Visby 1950, i Katrineholm 1953 och blev distriktsarkitekt i Sunnerbo härad 1957. Han bedrev egen arkitektverksamhet i Katrineholm från 1959.
Han var morfar till Dogge Doggelito.